# Thienemanniella okigrata
Thienemanniella okigrata är en tvåvingeart som beskrevs av Sasa 1991. Thienemanniella okigrata ingår i släktet Thienemanniella och familjen fjädermyggor. Inga underarter finns listade i Catalogue of Life.